# ヒクマト・ミズバーン・イブラーヒーム・アッザーウィー
ヒクマト・ミズバーン・イブラーヒーム・アル＝アッザーウィー（Hikmat Mizban Ibrahim al-Azzawi حكمت مزبان إبراهيم العزاوي、生年：1933年 - 2012年1月27日）は、イラクの元政治家、元官僚、元バアス党幹部。元副首相、元財務大臣（1995～2003）。　日本のメディア等では、「ヒクマト・ミズバン・アザウィ」と表記された。

## 経歴
1933年、ディヤーラー県に生まれる。
経済官僚であったアル＝アッザーウィーは、1960年代に当時非合法化されていたバアス党に入党。時のアブドゥッ＝サラーム・アーリフ政権に対する反政府運動に参加し、逮捕された経験がある。
1968年以降は、中央銀行の要職や対外貿易副大臣に任命され、1972年5月15日から1976年5月10日まで経済大臣として、アフマド・ハサン・アル＝バクル政権に入閣し、1976年から1977年1月23日まで対外貿易大臣を務めた。　1977年1月に来日している。
しかし、77年にクルド担当国務大臣というポストに左遷されてしまう。原因は、サッダーム・フセインの叔父で、汚職で有名だったハイラッラー・ティルファーの資金を海外の口座に送金するのをアル＝アッザーウィーが拒否したためであった。1985年には中央銀行総裁として経済担当ポストに復帰し、1989年まで同職にあった。
1995年、再度首相となったサッダームの内閣の下で、財務大臣に任命され、経済高等委員会のメンバーとしてターハー・ヤースィーン・ラマダーン副大統領、ムハンマド・マフディー・アッ＝サーリフ貿易相らと共に、イラクの経済政策を主導した。1999年には、副首相に就任した。
一連のアル＝アッザーウィーの再台頭は、1996年から実施された国連による「石油と食糧の交換計画」（オイル・フード）が開始されたことが大きな要因とされる。国連による経済制裁のため、イラクは一切の外国企業との接点が失われたが、オイルフードが開始されたことで、アル＝アッザーウィーやアッ＝サーリフのように1970年代に計画経済や対外貿易を主導したテクノクラートが、重要視されたためと見られる。
2003年4月9日、アメリカ主導のイラク戦争により、フセイン政権が崩壊。アル＝アッザーウィーも米軍が作成したフセイン政権高官の指名手配リスト、いわゆる「イラクのお尋ね者トランプカード」にも含まれていた。
2003年4月18日、アル＝アッザーウィーはバグダードの自宅にいるところを付近の住民に通報され、イラク警察によって逮捕。その後、アメリカ軍に引き渡された。
2012年1月27日、イラク司法省はアル＝アッザーウィーが刑務所から病院への搬送途中に死亡したと発表した。80歳であった。
ブシュウ・イブラーヒーム司法次官によると、アル＝アッザーウィーはガンを患っていたという。